# Céline Distel-Bonnet
Céline Distel-Bonnet (* 25. Mai 1987 in Straßburg, Département Bas-Rhin) ist eine ehemalige französische Leichtathletin, die sich auf 100- und 200-Meter-Läufe spezialisiert hat und vor allem mit der französischen Staffel Erfolge feiern konnte.

## Sportliche Laufbahn
2005 qualifizierte sich Céline Distel für die Teilnahme an den U20-Europameisterschaften in Kaunas und erreichte dort im Halbfinale über 100 m den 9. Platz. Mit der französischen Staffel gewann sie die Bronzemedaille. Im Folgejahr nahm sie auch bei den Leichtathletik-Juniorenweltmeisterschaften 2006 in Peking teil. Dort gelangte sie über 100 Meter bis ins Finale und erreichte dort den achten Platz. Mit der Staffel gewann sie wieder eine Medaille, diesmal die Silbermedaille.
Bei den Leichtathletik-U23-Europameisterschaften 2009 gelangte sie über 100 Meter ins Halbfinale und verpasste mit der Staffel als Gesamtvierte nur knapp eine weitere Medaille. 2010 war sie Teil der französischen 4-mal-100-Meter-Staffel für die Europameisterschaften in Barcelona. Dort gewann sie mit der Staffel die Silbermedaille. 2011 verpasste die französische Staffel bei den Weltmeisterschaften in Daegu erneut knapp eine Medaille und wurde Vierte.
Bei den darauffolgenden Weltmeisterschaften in Moskau wurde die Staffel im Finale disqualifiziert. 2014 gelangte Distel-Bonnet bei den Europameisterschaften über 100 Meter ins Finale und belegte dort den sechsten Platz – ihr bestes Einzelresultat bei einer Großveranstaltung. Mit der Staffel gewann sie die erneut die Silbermedaille. 2015 nahm sie an den Halleneuropameisterschaften in Prag teil, erzielte dort eine neue persönliche Bestleistung über 60 Meter und gelangte damit bis ins Halbfinale. Bei den Weltmeisterschaften in Peking kam sie mit der Staffel nicht über die Vorrunde hinaus.
Bei den Europameisterschaften 2016 in Amsterdam belegte sie mit der französischen Staffel im Finale den sechsten Rang. Bei den Olympischen Spielen belegte sie mit der französischen 4-mal-100-Meter-Staffel den vierten Platz in der Vorrunde und qualifizierte sich somit nicht fürs Finale.
Im November 2016 beendete Céline Distel-Bonnet ihre aktive Karriere.

## Bestleistungen

### Freiluft
- 100 m: 11,24 s, am 12. Juli 2014 in Reims
- 200 m: 23,30 s, am 14. Juli 2013 in Paris

### Halle
- 60 m: 7,24 s am 7. März 2015 in Prag